# Сантяго Ронкалиоло
Сантяго Рафаел Ронкалиоло Ломан (на испански: Santiago Rafael Roncagliolo Lohmann) е перуански писател.

## Биография
Роден е на 29 март 1975 г. в Лима в семейството на известния социолог и политик Рафаел Ронкалиоло. Започва литературната си дейност като автор на детски книги, а през 2006 г. публикува романа „Червеният април“ („Abril Rojo“), който му донася няколко литературни награди.
Превежда от френски на испански език (Андре Жид, Жан Жоне).